# هتان باهبري
هتان سلطان أحمد باهبري (مواليد 16 يوليو 1992) هو لاعب كرة قدم سعودي يلعب في مركز الجناح والوسط المهاجم مع نادي التعاون السعودي ومنتخب السعودية لكرة القدم.

## مسيرته الكروية
كانت بداياته مع نادي الاتحاد وتمت إعارته إلى نادي الخليج السعودي لمدة موسمين وبعد انتهاء عقده مع الاتحاد وقع مع نادي الشباب السعودي.

### الهلال
في فبراير عام 2019 أعلن نادي الهلال عن ضم الدولي السعودي هتان باهبري لصفوفه، خلال فترة الانتقالات الشتوية الحالية، قادماً من نادي الشباب. وأعلن رئيس نادي الهلال الأمير محمد بن فيصل، أن الأمير الوليد بن طلال عضو شرف النادي قد تكفل بصفقة اللاعب. وأبان نادي الهلال أن التعاقد مع هتان سيمتد لثلاثة مواسم، وأن اللاعب سيلتحق بتدريبات الفريق خلال اليومين المقبلين من التوقيع، بعد إنهاء الإجراءات الرسمية.

## نادي الشباب
عاد إلى الشباب في صيف 2021.

## مسيرته الدولية
- في يونيو عام 2018، تم اختيار باهبري ضمن التشكيلة النهائية للمنتخب السعودي والمُشاركة بمونديال كأس العالم 2018 في روسيا.[7]
- في يناير 2019، كان باهبري ضمن تشكيلة المنتخب السعودي المشاركة في كأس آسيا 2019. سجل أول أهدافه بقميص الصقور الخضر في المباراة الافتتاحية للمنتخب السعودي في البطولة، والتي أنتهت بالفوز 4–0 أمام كوريا الشمالية.[8]
- اختير ضمن تشكيلة المنتخب السعودية في كأس العالم 2022 في قطر.[9]

## الإحصائيات

### النادي
آخر تحديث 1 فبراير 2019.
| النادي   | الموسم   | الدوري | الدوري  | الكأس  | الكأس   | آسيا   | آسيا    | المجموع | المجموع |
| النادي   | الموسم   | الظهور | الأهداف | الظهور | الأهداف | الظهور | الأهداف | الظهور  | الأهداف |
| -------- | -------- | ------ | ------- | ------ | ------- | ------ | ------- | ------- | ------- |
| الاتحاد  | 2010–11  | 0      | 0       | —      | —       | —      | —       | 0       | 0       |
| الاتحاد  | 2011–12  | 8      | 0       | 3      | 0       | 3      | 0       | 14      | 0       |
| الاتحاد  | 2012–13  | 14     | 0       | 1      | 0       | —      | —       | 15      | 0       |
| الاتحاد  | 2013–14  | 5      | 0       | 2      | 0       | 1      | 1       | 8       | 1       |
| الاتحاد  | المجموع  | 27     | 0       | 6      | 0       | 4      | 1       | 37      | 1       |
| الخليج   | 2014–15  | 18     | 1       | 1      | 0       | —      | —       | 19      | 1       |
| الخليج   | 2015–16  | 24     | 5       | 3      | 0       | —      | —       | 27      | 5       |
| الخليج   | المجموع  | 42     | 6       | 4      | 0       | —      | —       | 46      | 6       |
| الشباب   | 2016–17  | 18     | 2       | 2      | 0       | —      | —       | 20      | 2       |
| الشباب   | 2017–18  | 18     | 5       | 2      | 1       | —      | —       | 20      | 6       |
| الشباب   | 2018–19  | 12     | 1       | 0      | 0       | —      | —       | 12      | 1       |
| الشباب   | المجموع  | 48     | 8       | 4      | 1       | —      | —       | 52      | 9       |
| الهلال   | 2018–19  | 0      | 0       | 0      | 0       | 0      | 0       | 0       | 0       |
| الإجمالي | الإجمالي | 117    | 14      | 14     | 1       | 4      | 1       | 135     | 16      |

الملاحظات
1. ↑  تشمل كأس خادم الحرمين الشريفين وكأس ولي العهد السعودي

### المنتخب
اعتبارًا من 12 يناير 2019.
| السعودية | السعودية | السعودية |
| العام    | الظهور   | الأهداف  |
| -------- | -------- | -------- |
| 2011     | 1        | 0        |
| 2017     | 2        | 0        |
| 2018     | 12       | 0        |
| 2019     | 4        | 1        |
| المجموع  | 19       | 1        |

### الأهداف الدولية
قائمة الأهداف والنتائج مع منتخب السعودية الأول.
| # | التاريخ      | المكان                           | الخصم          | الهدف | النتيجة | المسابقة      |
| - | ------------ | -------------------------------- | -------------- | ----- | ------- | ------------- |
| 1 | 8 يناير 2019 | ملعب مكتوم بن راشد آل مكتوم، دبي | كوريا الشمالية | 1–0   | 4–0     | كأس آسيا 2019 |

## وصلات خارجية
- هتان باهبري على موقع الاتحاد الدولي (مؤرشف)  (الإنجليزية)
- هتان باهبري على موقع قاعدة بيانات كرة القدم.إي يو (الإنجليزية)
- هتان باهبري على موقع ناشيونال فوتبول تيمز (الإنجليزية)
- هتان باهبري على موقع Soccerway.com (الإنجليزية)
- هتان باهبري على موقع عالم كرة القدم.نت (الإنجليزية)